# Саганюк Петро Данилович
Петро Данилович Саганюк (8 березня 1950, Жовтневе — 6 серпня 2022) — колишній міський голова Володимира-Волинського.

## Біографія
У 1972 році закінчив лісотехнічний інститут за спеціальністю «Машини і механізми лісової та деревообробної промисловості». Після закінчення інституту працював у Колківському держлісгоспі і в Оваднівському ПТУ — 21.
У 1974 році його обрали першим секретарем Володимир-Волинського міському, а в 1980 році першим секретарем Волинського обкому комсомолу.
З 1986 року — директор Володимир — Волинського держлісгоспу. У 1988 році обраний головою виконкому Володимир-Волинської міської ради, з 1992 року — представник Президента України у Володимир-Волинському районі. В 1993 року повертається на роботу до держлісгоспу.
У 1998 році Петро Данилович обраний міським головою Володимира-Волинського, а у 2002 році вдруге поспіль жителі міста обрали його міським головою, в 2006 році — втретє, в 2010 році — вчетверте, у 2015 році — вп'яте.
Помер Петро Саганюк 6 серпня 2022 у Володимирі.

## Нагороди

### СРСР
- Орден «Знак Пошани» (1986)[4]
- Медаль «За відзнаку в охороні державного кордону СРСР» (12 грудня 1991)[5]

### Україна
- Орден «За заслуги» II ст. (2008)[6], ІІІ ст. (2000)[7]
- Відзнака Президента України — ювілейна медаль «20 років незалежності України» (19 серпня 2011)[8]
- Почесна грамота Кабінету Міністрів України (1999)[9]
- Почесна грамота Кабінету Міністрів України

### Церковні
Ордени «Нестора-Літописця», «1020 років хрещення Київської Русі», «Архістратига Михаїла», «Рівноапостольного князя Володимира», медаль «Святого Юрія Переможця».

## Джерело
- Міський голова — Саганюк Петро Данилович // Володимир-Волинський. Офіційний сайт міста.